# Hjulsjö socken
Hjulsjö socken i Västmanland ingick i Nora och Hjulsjö bergslag, uppgick 1965 i Nora stad, uppgick 1967 i Hällefors köping och området  ingår sedan 1971 i Hällefors kommun i Örebro län och motsvarar från 2016 Hjulsjö distrikt.
Socknens areal är 249,10 kvadratkilometer, varav 232,18 land. År 2000 fanns här 470 invånare. Orten och bruket Bredsjö samt kyrkbyn Hjulsjö med sockenkyrkan Hjulsjö kyrka ligger i socknen.

## Administrativ historik
Hjulsjö socken bildades omkring 1640 genom en utbrytning ur Nora socken.
Vid kommunreformen 1862 övergick socknens ansvar för de kyrkliga frågorna till Hjulsjö församling och för de borgerliga frågorna till Hjulsjö landskommun. Landskommunen inkorporerades 1952 i Noraskogs landskommun som 1965 uppgick i Nora stad. Detta område utbröts därifrån och överfördes 1967 till Hällefors köping som 1971 ombildades till Hällefors kommun. Församlingen uppgick 2006 i Hällefors-Hjulsjö församling.
1 januari 2016 inrättades distriktet Hjulsjö, med samma omfattning som församlingen hade 1999/2000.
Socknen har tillhört fögderier, tingslag och domsagor enligt vad som beskrivs i artikeln Nora och Hjulsjö bergslag.

## Geografi
Hjulsjö socken ligger kring Arbogaåns övre lopp och sjön Grängen. Socknen är en höglänt kuperad skogs- och bergsbygd med höjder som i väster når 527 meter över havet.
I området har en omfattande järnhantering bedrivits med ett mängd gruvor, bland annat Rishöjdbergsfältet och Ösjöberg samt ett flertal hyttor.

## Fornlämningar
Ett tiotal röseliknande stensättningar är funna.

## Namnet
Namnet (1490-talet Hiwlsöö) kommer från kyrkbyn som i sin tur kommer från den intilliggande sjön. Sjönamnet har tolkats som sjön med vattenhjulet, syftande på en vattenkvarn vid en å som rinner ut i sjön.
Före 1860 skrevs namnet även Julsjö socken.

## Befolkningsutveckling
| Befolkningsutvecklingen i Hjulsjö socken 1750–2000                                                      | Befolkningsutvecklingen i Hjulsjö socken 1750–2000 | Befolkningsutvecklingen i Hjulsjö socken 1750–2000 | Befolkningsutvecklingen i Hjulsjö socken 1750–2000 | Befolkningsutvecklingen i Hjulsjö socken 1750–2000 |
| --- | -------------------------------------------------- | -------------------------------------------------- | -------------------------------------------------- | -------------------------------------------------- |
| |                                                    |                                                    |                                                    |                                                    |
| År |                                                    |                                                    | Folkmängd                                          |                                                    |
| 1750 | 1750                                               |                                                    | 1 197                                              |                                                    |
| 1760 | 1760                                               |                                                    | 1 355                                              |                                                    |
| 1780 | 1780                                               |                                                    | 1 491                                              |                                                    |
| 1790 | 1790                                               |                                                    | 1 536                                              |                                                    |
| 1800 | 1800                                               |                                                    | 1 703                                              |                                                    |
| 1810 | 1810                                               |                                                    | 1 634                                              |                                                    |
| 1820 | 1820                                               |                                                    | 1 833                                              |                                                    |
| 1830 | 1830                                               |                                                    | 2 122                                              |                                                    |
| 1840 | 1840                                               |                                                    | 2 188                                              |                                                    |
| 1850 | 1850                                               |                                                    | 2 556                                              |                                                    |
| 1860 | 1860                                               |                                                    | 2 528                                              |                                                    |
| 1870 | 1870                                               |                                                    | 2 468                                              |                                                    |
| 1880 | 1880                                               |                                                    | 2 743                                              |                                                    |
| 1890 | 1890                                               |                                                    | 2 672                                              |                                                    |
| 1900 | 1900                                               |                                                    | 2 896                                              |                                                    |
| 1910 | 1910                                               |                                                    | 2 954                                              |                                                    |
| 1920 | 1920                                               |                                                    | 2 663                                              |                                                    |
| 1930 | 1930                                               |                                                    | 2 177                                              |                                                    |
| 1940 | 1940                                               |                                                    | 1 842                                              |                                                    |
| 1950 | 1950                                               |                                                    | 1 477                                              |                                                    |
| 1960 | 1960                                               |                                                    | 1 359                                              |                                                    |
| 1970 | 1970                                               |                                                    | 771                                                |                                                    |
| 1980 | 1980                                               |                                                    | 574                                                |                                                    |
| 1990 | 1990                                               |                                                    | 529                                                |                                                    |
| 2000 | 2000                                               |                                                    | 470                                                |                                                    |
| Anm: Källor: Umeå universitet - Tabellverket 1749-1859, Demografiska databasen, CEDAR, Umeå universitet |                                                    |                                                    |                                                    |                                                    |